# Monetazione di Elis
La monetazione di Elis è l'insieme di emissioni monetarie battute dall'antica città greca Elis. A Elis si trova Olimpia. Per questo motivo le emissioni sono anche indicate come monete di Olimpia.
Si tratta di diverse serie di monete d'argento coniate in grande quantità. Gli stateri erano coniati secondo il piede eginetico, con un peso di circa 12,2 g. Le denominazioni comprendevano dracme, emidrachme e oboli. Frazioni minori furono monetate in una quantità più limitata e hanno nelle emissioni un ruolo minore.

## Storia delle emissioni
Le emissioni delle monete di Elis iniziano molto probabilmente poco dopo la fondazione della città verso il 471 a.C.
Durante questo periodo, a quanto pare, ci fu una vasta ristrutturazione delle alleanze e si può supporre che, con l'inizio della costruzione del Tempio di Zeus a Olimpia ci sia stato un aumento della ricchezza degli abitanti del luogo. Questa crescente pretesa di rilevanza politica della polis può essere considerato come un aspetto importante per l'inizio della produzione di una serie di monete propria.
Come nel resto del Peloponneso, ha inizio nella prima metà del IV secolo a.C., una sorta di periodo di massimo splendore nelle monetazioni. Dopo la fine della guerra del Peloponneso, che aveva avuto un forte impatto sull'economia locale, ora le singole entità politiche ottennero una maggiore indipendenza. Ciò portò tuttavia a un conflitto tra Elis e la Lega arcadica, che nel 365 a.C. attaccò il territorio di Elis. Olimpia fu occupata e fu instaurato un "regime fantoccio", con sede in Pisa, che doveva prendere il controllo del santuario. Come pagamento dei protettori arcadici ci fu in seguito l'emissione delle uniche monete d'oro conosciute del Peloponneso (triemioboli e oboli). Per queste emissioni tuttavia fu usato abusivamente l'oro preso dal tesoro del tempio, il che fu considerato dalle altre polis come un sacrilegio; il che poi ha costretto la Lega arcadica a rinunciare all'occupazione.
Dopo questa breve fase Elis coniò ulteriori serie di monete fino alla fine del III secolo a.C.; al più tardi nel 191 a.C., dopo che Elis era stata costretta ad aderire alla Lega achea, ebbe fine la coniazione degli stateri di Elis.

## Emissioni templari?
Quasi tutte le monete di Elis hanno, nei tipi usati, un diretto riferimento a entrambe le divinità di Olimpia: Zeus ed Hera. Le emissioni sono in uno stretto rapporto con Olimpia, il principale santuario della Regione. Charles T. Seltman ha dedotto dalle raffigurazioni, che si tratti di cosiddette „coniazioni templari“ Da allora, numerosi numismatici hanno seguito questa teoria. Secondo questo punto di vista si dovrebbero identificare due zecche distinte, a seconda di quale divinità sia raffigurata al dritto. Quindi ci sarebbe stata un'officina associata al tempio di Zeus e una associata a quello di Hera, in cui erano prodotte le monete corrispondenti.
Sarebbe prendere come luogo di coniazione Olimpia e non la città di Elis, dopo tutto, perché né Zeus né Hera sono le principali divinità di Elis. Olimpia era di importanza fondamentale per Elis. Accanto ai Giochi olimpici, nella zona del santuario ci sono altri atti sovrani. Durante i Giochi si svolgeva regolarmente anche un grande mercato. Nel santuario bisognava preoccuparsi tutto l'anno per l'arrivo di numerosi visitatori, pellegrini e viaggiatori. Soprattutto il tempo dei giochi era associato a un grande sforzo organizzativo per gli abitanti. Ne consegue così una forte domanda, sproporzionata, di monete, il che potrebbe spiegare i benefici di officine di coniazione operanti localmente nell'area del santuario. Elis aveva la possibilità di stabilire che solo le monete coniate secondo il proprio standard potessero essere utilizzate per le transazioni finanziarie all'interno di Olimpia e al mercato. Con questo punto di vista si sarebbe potuto cambiare, entrando nel santuario, le monete degli altri stati in quelle coniate secondo il piede monetario locale. Gran parte del metallo per i tondello necessari alla coniazione, proveniva probabilmente dalla fusione di monete delle altre città greche.
Contro l'ipotesi, che situa la produzione delle monete di Elis a Olimpia, si può sostenere che le attività industriali sembrano piuttosto incongrue in un santuario. Finora gli scavatori a Olimpia non hanno trovato nessuna traccia archeologica che indichi una produzione di monete. Tuttavia, non è escluso che le officine di coniazione si siano potute trovare più lontano, alla periferia del santuario. Allo stesso modo non è ancora stato finalmente risolta la questione se le singole coniazioni possono essere attribuite esclusivamente ai rispettivi templi. Le "monetazioni templari" erano più probabilmente coniate dai mezzi finanziari del santuario, il cosiddetto "tesoro del tempio" di un Dio.
Di norma, come autorità emittente, sulle monete ci avrebbe dovuto essere il nome del Dio, al genitivo. Tuttavia su nessuna monetazione olimpica c'è il nome di Zeus (in greco antico ΔΙΟΣ) o di Era (ΗΡΑΣ). C'è invece la legenda (ϜΑ digamma-alfa, le prime lettere del nome della città nel dialetto locale, cioè Ϝάλις, Walis).
L'accoppiamento delle rappresentazioni sulle monete e templi non può essere dimostrato con assoluta certezza. Così l'immagine di Era su alcune monete di Elis potrebbe rappresentare solo una delle diverse sfaccettature, che si riferiscono al capo degli Dei, Zeus.

## Tipi e datazione delle monete
Le monete di Elis impressionano per la loro qualità artistica e per la varietà dei tipi raffigurati. Lo studio della cronologia delle singole serie in un periodo di coniazione è controversa. La maggior parte degli approcci si basa ancora sulla cronologia relativa elaborata nel 1921 da Charles Seltman. Un problema per la datazione e la creazione di una cronologia assoluta è rappresentato anche dal fatto che spesso mancano gli accoppiamenti dei conii, che è il motivo per cui Seltman si era dovuto orientare verso criteri stilistici, che tuttavia non possono essere valutati con assoluta certezza in una sequenza cronologica.
Soprattutto per quanto riguarda i ritmi di coniazione ed emissione delle monete, che a quanto pare non uscivano molto dal loro territorio, la questione di importanza se Elis abbia coniato solo o preferibilmente in concomitanza con l'allineamento dei giochi olimpici. Il rapporto tra la coniazione delle emissioni e i giochi non è stata stabilita ed è quindi problematico, mettere in rapporto cronologico le monete con una distinta Olimpiade. Inoltre, si può presumere che Elis, oltre ai giochi, avesse altri motivi importanti per la creazione di un proprio sistema monetario (ad esempio i lavori di costruzione a Elis e Olimpia).
Al fine di separare i singoli tipi uni dagli altri, ha senso classificarli in diverse fasi di coniazione.
Come prima monetazione dopo il 471 a.C., c'è una serie sul cui dritto è raffigurata l'aquila di Zeus. 
Questo tipo è stato quindi coniato continuativamente per circa 50 anni in varie maniere. È sempre mostrata un'aquila che ha catturato qualcosa (serpente, coniglio, agnello, tartaruga). L'aquila è rappresentata con ali aperte o chiuse o stante sul terreno, che strappa la preda. Inoltre ci sono alcune raffigurazioni, tipo un ritratto, in cui c'è solo la testa dell'aquila. Le diverse rappresentazioni dell'aquila si applicano come criterio per una differenziazione cronologica delle prime coniazioni. Le immagini sono elaborate dettagliatamente e sono molto vicine a una rappresentazione della natura estremamente precisa. Al rovescio della "moneta con aquila" è rappresentato prevalentemente il fulmine di Zeus. La forma apparentemente ornamentale del cosiddetto "fiore di fuoco" come insegna del Dio si sviluppò in una rappresentazione standardizzata e si trova, con poche varianti nel tipo, anche in numerose monete successive.
Un altro tipo del rovescio, che si trova sulle monete sia presto che tardi, è la rappresentazione della dea della vittoria olimpica Nike, in diverse varianti. Una volta è mostrata la Nike in volo, dinamica, in fuga, che porta una corona. In altre immagini la Dea siede ferma, su una roccia, la corona tenuta nella mano poggiata.
Una nuova tappa nella sequenza delle singole serie è segnata, dal 421 a.C. circa, dalle quasi contemporanea presenza delle teste-ritratto di Zeus ed Era. Zeus è incoronato da alloro e barbato, ed Era dal suo tipico diadema (polos). Nei ritratti di Era c'è un cambiamento stilistico, da cui si può desumere uno sviluppo cronologico. Nelle monete più recenti il diadema diviene progressivamente più piccolo.
In alcuni casi su queste monete successive, in combinazione con le teste del dritto, al rovescio è raffigurata l'aquila di Zeus seduta. L'aquila appare sulle monete come una specie di stemma, probabilmente un cenno alla maestosa potenza dell'immagine della divinità presente al dritto.
Nelle ultime serie di Elis al dritto è rappresentata una nuova testa femminile. La bellezza della testa di ninfa può essere interpretata come l'eroina eponima Olimpia, una ninfa che probabilmente dovrebbe rappresentare l'intera regione.

## Pesi
Seltman ha pesato le monete conosciute al suo tempo e ne ha tratta la conclusione che il piede monetario usato è di 12,44 grammi, quindi vicino al piede eginetico.